# Kliment (Sjoemen)
Kliment (Bulgaars: Климент, Turks: Emberler) is een dorp in de Bulgaarse gemeente Kaolinovo, oblast Sjoemen. Op 31 december 2019 telde het dorp 1.241 inwoners. Het dorp ligt 39 km ten noorden van Sjoemen en 315 km ten noordoosten van Sofia.

## Bevolking
De telling van 1934 registreerde 1.906 inwoners. Dit aantal bereikte in 1965 met 2.246 inwoners een hoogtepunt. Het dorp verloor met name in de periode 1984-1989 vrij veel inwoners, als gevolg van de assimilatiecampagnes van het communistisch regime van Todor Zjivkov, waarbij alle Turken en andere moslims in Bulgarije christelijke of Bulgaarse namen moesten aannemen en afstand moesten doen van islamitische gewoonten. De laatste jaren groeit het inwonersaantal van het dorp Kliment weer, vooral vanwege een natuurlijke bevolkingsgroei gecombineerd met repatriatie van Bulgaarse Turken die in de periode 1984-1989 naar Turkije waren uitgeweken. Op 31 december 2019 werden er zo'n 1.241 inwoners geteld.
Van de 1.028 inwoners reageerden er 952 op de optionele volkstelling van 2011. Zo’n 872 personen identificeerden zichzelf als Bulgaarse Turken (92%), gevolgd door 42 Roma (4%) en 29 Bulgaren (3%).
| Etnische samenstelling van de respondenten (2011) | Etnische samenstelling van de respondenten (2011) | Etnische samenstelling van de respondenten (2011) | Etnische samenstelling van de respondenten (2011) | Etnische samenstelling van de respondenten (2011) |
| ------------------------------------------------- | ------------------------------------------------- | ------------------------------------------------- | ------------------------------------------------- | ------------------------------------------------- |
|                                                   |                                                   |                                                   |                                                   |                                                   |
| Bulgaren                                          | Bulgaren                                          |                                                   | 3,0%                                              | 3,0%                                              |
| Turken                                            | Turken                                            |                                                   | 91,6%                                             | 91,6%                                             |
| Roma                                              | Roma                                              |                                                   | 4,4%                                              | 4,4%                                              |
| Anders/Onbekend                                   | Anders/Onbekend                                   |                                                   | 1,0%                                              | 1,0%                                              |

Van de 1.028 inwoners die in februari 2011 werden geregistreerd, waren er 152 jonger dan 15 jaar oud (15%), terwijl er 145 inwoners van 65 jaar of ouder werden geteld (14%).
Branitsjevo · Dojrantsi · Dolina · Goesla · Kaolinovo · Kliment · Lisi Vrach · Ljatno · Naoem · Omartsjevo · Pristoe · Sini Vir · Sredkovets · Takatsj · Todor Ikonomovo · Zagoritsje